# Gailtal
Gailtal är en dal i Österrike.   Den ligger i förbundslandet Kärnten, i den centrala delen av landet, 280 km sydväst om huvudstaden Wien.
I omgivningarna runt Gail Tal växer i huvudsak blandskog. Runt Gail Tal är det tätbefolkat, med 257 invånare per kvadratkilometer.